# Sẻ đồng ngực vàng

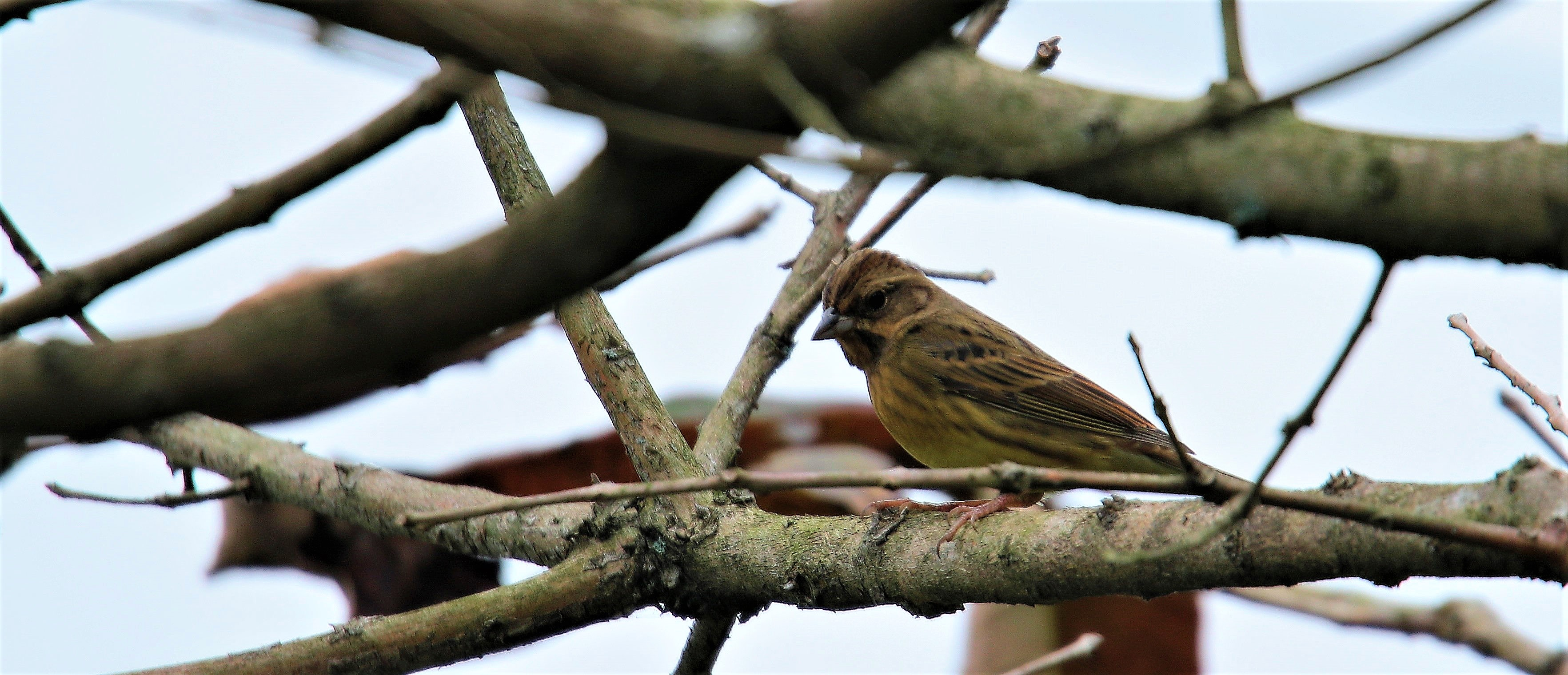
Sẻ đồng ngực vàng (chim mái)

Sẻ đồng ngực vàng, tên khoa học: Emberiza aureola, là một loài chim trong họ Emberizidae. Chúng được Pallas phân loại vào năm 1773.

## Tham khảo

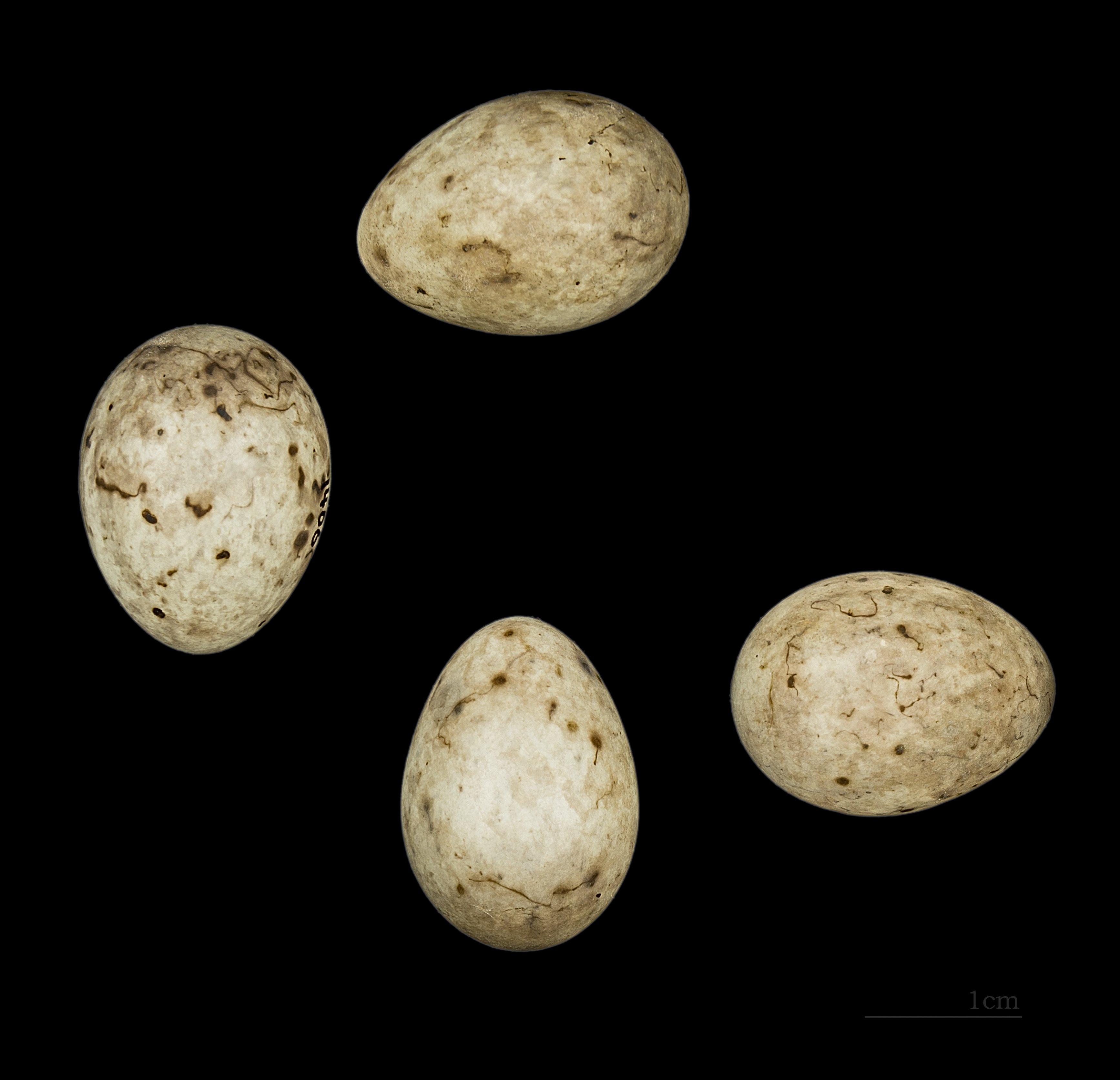
Trứng chim Emberiza aureola